# Планетарій і астрономічна обсерваторія в Грудзьондзі

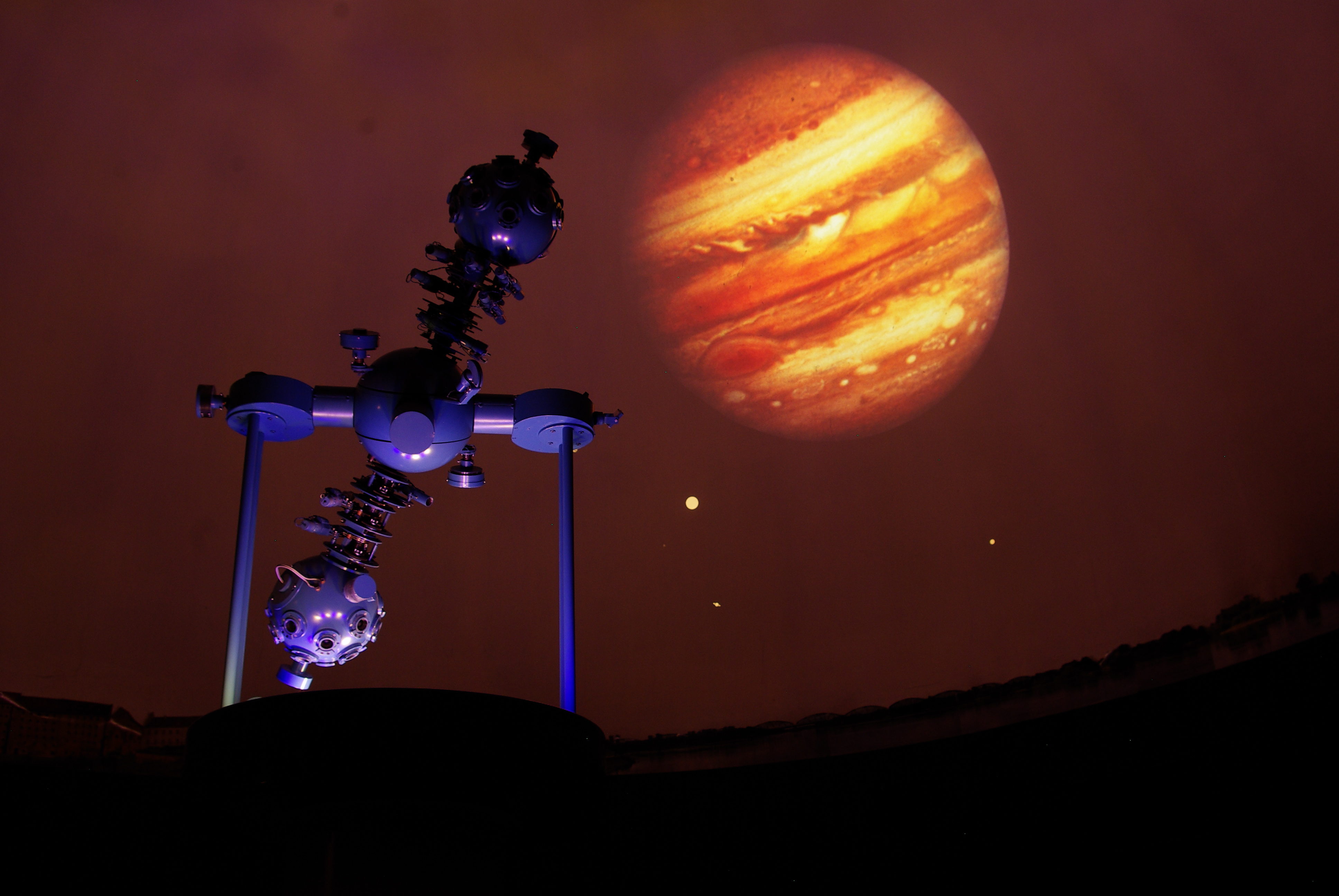
Проектор ZKP2P встановлений у планетарії в Грудзьондзі.

Планетарій і астрономічна обсерваторія Миколи Коперника в Грудзьондзі – освітня установа в місті Грудзьондз.
Засновані у 1964 році резолюцією Генеральної асамблеї делегатів Польського товариства ентузіастів астрономії в Кракові. У Польщі на той час був лише один великий планетарій: Сілезький планетарій у Хожуві.

## Історія
В 1973 році мало святкуватись 500-річчя Миколая Коперника, і було оголошено гасло: «Принаймні 5 планетаріїв і астрономічних обсерваторій до 500-річчя». В той час мало згадували про перебування Коперника в Грудзьондзі. У місті навіть не було Польського товариства ентузіастів астрономії, і будівельний комітет взагалі не розглядав Грудзьондз як місце для майбутнього планетарія. У 1968 році з ініціативи Єжи Шварца, любителя астрономії, в Грудзьондзі було організоване Польське товариство ентузіастів астрономії, спочатку як секція Торуньського відділу, пізніше як самостійний відділ. Це товариство розпочало астрономічну діяльність, провело в місті перші Дні астрономії, спрямовані на популяризацію діяльності Миколая Коперника. Того ж року Грудзьондз стає містом Коперника: рішенням Ради культури і мистецтва його включено до Маршруту Коперника, який об’єднав міста, важливі для біографії Коперника - Торунь, Фромборк, Краків, Ольштин і Лідзбарк-Вармінський. У січні 1971 року було прийнято рішення про будівництво "Народної астрономічної обсерваторії і планетарія" на будівлі Хіміко-електротехнічного технікуму в Грудзьондзі. Будівництво тривало сім місяців. Планетарій і обсерваторія були введені в експлуатацію в березні 1972 року.
Значну роль в розвитку планетарію відіграла Малгожата Срубка-Кубяк, яка працювала там керівником підрозділу в 1972–2005 роках. Наразі головою планетарію є Себастьян Соберський. За перші 35 років роботи планетарію і обсерваторії їх відвідало понад 250 000 людей.

## Діяльність
Основною формою діяльності Планетарію є навчальні шоу для шкіл різного профілю в рамках вивчення природознавства, географії та фізики, а також для дошкільнят. Щороку планетарій відвідує близько 8 тисяч людей.
Планетарій і астрономічна обсерваторія Грудзьондз також є організатором Національного молодіжного астрономічного семінару імені Роберт Глембоцького.

## Обсерваторія
Планетарій доповнює астрономічна обсерваторія. Під поворотним куполом діаметром 4 метри встановлено телескоп-рефлектор системи Максутова-Кассегрена компанії Zeiss з діаметром об’єктива 15 см і фокусною відстанню 225 см. Набір окулярів з фокусною відстанню від 40 до 6 мм дозволяє створювати збільшення від 56 до 375 разів. Телескоп дозволяє бачити об'єкти з зоряною величиною до 12,3m.
Навколо купола обсерваторії розташований оглядовий майданчик, на якому встановлено лінзовий телескоп, тобто рефрактор, з діаметром лінзи 8 см і фокусною відстанню 120 см. Максимальне збільшення, яке використовується тут, становить 125, і телескоп дозволяє бачити об'єкти до 11m. 
Обидва телескопи мають екваторіальну монтування з годинниковим механізмом і оснащені фільтром і сонячним екраном. Тому в ясний день на Сонці можна побачити плями. Вечорами тут проводяться спостереження за видимими на даний момент небесними тілами.